# Showley Brook
Der Showley Brook ist ein Wasserlauf in Lancashire, England. Er entsteht als Knotts Brook westlich des Parsonage Reservoirs. Er fließt in westlicher Richtung zunächst zwischen Wilpshire im Norden und Ramsgreave im Süden. Bei seinem Treffen mit dem Tottering Brook und dem Zechariah Brook entsteht der Park Brook.